# 羅克克里克-利馬鎮區 (伊利諾伊州卡羅爾縣)
羅克克里克-利馬鎮區（英語：Rock Creek-Lima Township）是位於美國伊利諾伊州卡洛爾縣的一個行政鎮區。

## 地方資料
根據2010年美國人口普查的數據，羅克克里克-利馬鎮區的面積為140.00平方千米，當中陸地面積為139.97平方千米，而水域面積為0.03平方千米。當地共有人口1856人，而人口密度為每平方千米13.26人。